# Cossaviricota
Cossaviricota es un filo de virus de ADN del dominio Monodnaviria y reino Shotokuvirae que infectan eucariotas. Incluye 4 familias que pueden ser virus de ADN monocatenario como de ADN bicatenario.

## Taxonomía
La taxonomía establecida por el ICTV es la siguiente:
- Filo Cossaviricota
  - Familia Bidnaviridae
  - Familia Parvoviridae
  - Clase Papovaviricetes
    - Familia Papillomaviridae
    - Familia Polyomaviridae